# Enicospilus stevensi
Enicospilus stevensi là một loài tò vò trong họ Ichneumonidae.